# Rhizophydium fugax
Rhizophydium fugax är en svampart som beskrevs av Canter 1968. Rhizophydium fugax ingår i släktet Rhizophydium och familjen Rhizophydiaceae.   Inga underarter finns listade i Catalogue of Life.